# Tokugawa Ieyasu
En aquest nom japonès, el cognom és Tokugawa.
Tokugawa Ieyasu, en japonès 徳川 家康, (31 de gener de 1543 - 1 de juny de 1616), va ser el fundador i primer shogun del Tokugawa bakufu (Shogunat Tokugawa) del Japó, que va durar del 1600, any de la batalla de Sekigahara, fins a la Restauració Meiji el 1868. Ieyasu va governar des de 1600 (oficialment 1603) fins a la seva renúncia el 1605.

## Biografia

### Infància (1543-1556)

El mon (distintiu) del clan Tokugawa

Tokugawa Ieyasu va néixer en el si de la família Matsudaira el 31 de gener de 1543 al Castell d'Okazaki, a la Província de Mikawa. Va rebre el nom de Takechiyo. El seu pare era Matsudaira Hirotada (1526 - 1549), dàimio de Mikawa, un dels territoris feudals durant el Període Sengoku o Període dels Regnes Combatents, sotmès a la influència de dues poderoses famílies rivals: els Oda i els Imagawa.
La família Matsudaira estava dividida pel seu suport a l'un o l'altre. L'any 1536, el pare de Hirotada i avi de Takechiyo, Matsudaira Kiyoyasu, que rea partidari dels Oda, va ser assassinat. Hirotada, a diferència de la major part de la seva família, es decantà pel clan Imagawa. La seva elecció va provocar que la facció partidària d'Oda envaís Mikawa, i Hirotada es va adreçar a Imagawa Yoshimoto, cap del clan Imagawa, demanant-li ajuda. Yoshimoto va accedir-hi amb la condició que Hirotada enviés el seu fill Takechiyo a Sumpu en qualitat d'ostatge. Malgrat la pressió dels membres de la família Matsudaira, Hirotada va acceptar.
Matsudaira Takechiyo, que tenia 6 anys, va ser enviat a Sumpu amb un seguici de servents però Oda Nobuhide, el cap del clan Oda, va interceptar la caravana, va dur-lo al castell Kowatari a Owari i va amenaçar Hirotada d'assassinar el seu fill si no trencava els vincles amb el clan Imagawa. Hirotada va respondre que sacrificant el seu fill mostraria la serietat del pacte amb el clan Imagawa. Nobuhide, però, no va executar la seva amenaça.
El 1549, quan Takechiyo tenia 7 anys, Hirotada va morir de causes naturals; poc temps després, Nobuhide també va morir. Aquestes morts van perjudicar tant el clan Oda, ja afeblit, com la família Matsudaira, que tenia l'hereu retingut pels Oda, i van donar avantatge als Imagawa. Aprofitant la situació, Imagawa Yoshimoto va enviar un exèrcit a càrrec del seu oncle Imagawa Sessai, per atacar el castell d'Oda Nobuhiro, fill gran de Nobuhide i nou cap dels Oda. Sessai va negociar amb el segon fill de Nobuhide, Oda Nobunaga, d'aixecar el setge a canvi que es permetés a Takechiyo tornar amb els Imagawa. Nobunaga va acceptar, Nobuhiro i el castell van ser retornats als Oda i Sessai va tornar a Sumpu amb Takechiyo, que ja tenia els 9 anys. Takechiyo, doncs, va créixer a Sumpu, on va viure ben tractat fins a la seva majoria d'edat. Però els seus familiars a Mikawa temien pel futur dels Matsudaira ara que l'afebliment del clan Oda els deixava a la mercè dels Imagawa.

### L'escala cap al poder (1556-1584)
El 1556, Takechiyo va assolir la majoria d'edat (13 anys) i un any més tard es va casar. Seguint la tradició, va canviar el seu nom pel de Matsudaira Motoyasu. Els Imagawa li van permetre que tornés a Mikawa, a canvi que lluités al seu costat en la seva campanya bèl·lica contra el clan Oda. Motoyasu va guanyar la seva primera batalla a Terabe, aconseguint gran renom. A canvi dels serveis prestats, els Matsudaira van començar a demanar més autonomia als Imagawa.
El 1560 el gran Oda Nobunaga va succeir el seu pare com a dàimio del clan Oda. Yoshimoto va ajuntar 20.000 homes (molts d'ells de Mikawa), amb els quals va marxar cap a Kyoto: va ser el primer dàimio a fer això des de 1538. Motoyasu i els seus homes van ser encarregats d'atacar i ocupar el fort Marune, cosa que van fer. Gràcies a això es van deslliurar de participar en la sagnant batalla de Okehazama, que va tenir lloc prop de Nagoya, on el clan Imagawa va ser derrotat i Imagawa Yoshimoto mort. Motoyasu es va retirar a Mikawa amb les seves forces, i finalment, amb la mort de Yoshimoto, va decidir deslliurar-se de la influència dels Imagawa.
Matsudaira Motoyasu va pactar amb Oda Nobunaga, però en secret per no posar en risc la seva esposa i el seu fill petit, Hideyasu, que encara eren a Sumpu com a ostatges del nou dàimio Imagawa, Imagawa Ujizane, fill de Yoshimoto. El 1561, però, Motoyasu va atacar i capturar el fort Kaminojo, pertanyent als Imagawa, cosa que li va permetre d'una banda demostrar a Nobunaga que li era lleial, i d'una altra bescanviar la seva esposa i el seu fill pels del comandant del castell, Udono Nagamochi, que eren més importants per a Ujizane que la família Matsudaira. Per completar l'aliança amb els Oda, el seu fill gran Matsudaira Nobuyasu es va casar amb la filla d'Oda Nobunaga, Tokuhime.
Un cop recuperada la seva família, va aprofitar la seva llibertat d'acció per a reforçar el clan Matsudaira després d'anys de decadència i a pacificar Mikawa. Va enfortir els seus vassalls més importants regalant-los terres i distribuint-los castells de Mikawa. Entre ells destaquen Honda Tadakatsu, Ishikawa Kazumasa, Koriki Kiyonaga, Sakai Tadatsugu i Sakikabara Yasumasa. També va lluitar contra els monjos guerrers del Mikawa Monto, que governaven la província de Kaga i refusaven la seva autoritat. Va estar a punt de perdre la vida en rebre una bala (aleshores es començaven a utilitzar les armes de foc introduïdes pels portuguesos) que no va penetrar a la seva armadura. El 1564 els va derrotar definitivament a la batalla d'Azukizaka. El 1565, va atacar les defenses d'Imagawa a Totomi.
El 1567, va demanar a l'Emperador Ogimachi canviar el seu cognom per Tokugawa i va prendre el nom de Ieyasu. Amb això es reclamava descendent de part del clan Minamoto a través de Nitta Yoshisue i, en darrera instància, de l'Emperador Seiwa. Tanmateix, no s'han trobat evidències de la seva ascendència imperial, i ja aleshores Ieyasu va ser acusat de fabricar-se una genealogia per a legitimar-se.
Tot i que la família Tokugawa era simbòlicament independent, encara no podia sobreviure sense el clan Oda, i sense el mateix Nobunaga. Quan Nobunaga pren Kyoto el 1568, convertint-se així en el líder de facto del Japó, moltes de les tropes victorioses pertanyien a Tokugawa. Al mateix temps, Ieyasu es dedicava a expandir els seus propis territoris. Ell i Takeda Shingen, qui estava al capdavant del clan Takeda a Kai, van establir una aliança per repartir-se el territori Imagawa: Ieyasu es va apropiar de la província de Totomi el 1570, i Shingen va ocupar la província de Suruga i Sumpu, la capital dels Imagawa. La seva aliança amb els Takeda, però, era tàctica i Ieyasu, un cop aconseguit el seu objectiu, es va unir amb el seu enemic comú Imagawa Ujizane prometent-li que li retornaria Totomi i Suruga. També va pactar amb Uesugi Kenshin, el cap del clan Uesugi i arxienemic del clan Takeda. Amb el suport dels Uesugi, Ieyasu va moure la seva capital d'Okazaki, a la província de Mikawa, a Hamamatsu (província de Totomi).
Així Ieyasu estava preparat per a la guerra contra els Takeda. D'una banda havia posat sota la seva influència els territoris dels Imagawa, els quals es convertiren els vassalls seus. A més comptava amb els Uesugi com a aliats més forts. Ieyasu encara tenia el suport de Nobunaga, tot i que aquest pensava que Ieyasu s'estava ficant en operacions massa arriscades. El 1570, Ieyasu va conduir a 5,000 dels seus homes per a ajudar a Nobunaga a la batalla de Anegawa en contra dels Asai i els Asakura, consolidant així la seva aliança Tokugawa-Oda.
L'octubre de 1571, Takeda Shingen, ajudat pel clan Hojo, va atacar Totomi. Nobunaga l'ajudà amb uns 3.000 soldats. El 1572, els Takeda van prendre el castell Futamata pertanyent a Ieyasu, i ell i Shingen es van enfrontar en la batalla de Mikatagahara, on Ieyasu, abandonat per les tropes dels Oda, va ser derrotat i va poder-se salvar fugint acompanyat de tan sols 5 dels seus homes, i refugiant-se en un castell proper. Takeda Shingen no va poder aprofitar l'avantatge aconseguit perquè Ieyasu va aixecar ràpidament un nou exèrcit i va refusar la batalla.
El 1573, Shingen va morir durant un setge, i va ser succeït pel seu fill Takeda Katsuyori, qui va capturar el fort Taketenjin el 1574. Malgrat aquesta important victòria, Katsuyori no tenia les habilitats guerreres del seu pare. El 1575, va atacar el castell Nagashino a Mikawa, i Ieyasu va demanar ajuda a Nobunaga. Aquest s'hi va mostrar una mica reticent, però Ieyasu va amenaçar-lo de fer les paus amb els Takeda i atacar al clan Oda a Owari i a Mino. Nobunaga va canviar de parer i va conduir personalment el seu exèrcit cap a Mikawa. Les forces Oda-Tokugawa (uns 38,000 homes) van devastar als Takeda el 28 de juny de 1575, encara que els anys següents Takeda Katsuyori va continuar atacant els territoris dels Oda i els Tokugawa.
El 1579, l'esposa de Ieyasu i el seu fill gran, Tokugawa Hideyasu, van ser acusats de conspirar amb Takeda Katsuyori para assassinar Nobunaga. L'esposa de Ieyasu va ser decapitada, i Hideyasu va ser forçat a fer l'harakiri. Llavors, Ieyasu va designar el seu tercer fill (i el seu favorit) Tokugawa Hidetada com a hereu. El seu segon fill havia estat adoptat per Toyotomi Hideyoshi, un gran samurai.
El 1582, un altre atac combinat entre els Oda i els Tokugawa va destruir als Takeda. Takeda Katsuyori, així com el seu fill gran i hereu, Takeda Nobukatsu, van cometre seppuku. Ara que els Takeda ja no figuraven al mapa, Ieyasu va poder ajudar Nobunaga en la seva campanya per reunificar Japó. Per la seva ajuda, Ieyasu va rebre el control de la província de Suruga (incloent-hi Sumpu) i les àrees que delimitaven amb el clan Hojo. Els Tokugawa i els Hojo es van aliar, ja que Ieyasu es duia bé amb Hojo Ujinori, germà menor del cap dels Hojo, Hojo Ujimasa.
El 1582, Ieyasu estava a Sakai, a la província de Settsu, prop d'Osaka i lluny del seu territori, quan va rebre la notícia que Oda Nobunaga havia estat assassinat per Akechi Mitsuhide, cap del clan Akechi. Tement ser assassinat també, Ieyasu es va dirigir cap a Mikawa evitant l'encontre amb les tropes Akechi. Des de Mikawa va sortir per enfrontar-s'hi, però va fer tard i, abans que ell arribés, Toyotomi Hideyoshi va vèncer i matar Mitsuhide a la Batalla de Yamazaki.
La mort de Nobunaga havia deixat en una posició de feblesa alguns dels seus territoris vassalls. Ieyasu va aprofitar per ocupar la província de Kai. Hojo Ujimasa, sentint-se amenaçat, va enviar-hi un gran exèrcit. Ieyasu, però, va evitar la batalla i va negociar amb els Hojo. Per a quedar-hi en bons termes, Ieyasu els va donar terres a Kai i a Shinano.
Ieyasu va començar a modificar la seva administració, basant-se en el model dels Takeda, integrant l'exèrcit Takeda en el Tokugawa.
En 1583, els principals candidats a prendre el comandament del Japó eren Toyotomi Hideyoshi (pare adoptiu del segon fill de Ieyasu) i Shibata Katsuie. Ieyasu es va mantenir al marge en aquest conflicte, i Hideyoshi va derrotar Katsuie en la batalla de Shizugatake en 1583. Després que Shibata Katsuie va cometre harakiri, Toyotomi Hideyoshi i el clan Toyotomi, es van convertir en els governants del Japó.

### Ieyasu i Hideyoshi (1584-1598)
El 1584, Ieyasu va decidir de donar suport a Oda Nobukatsu, el fill gran i hereu d'Oda Nobunaga, contra Hideyoshi. Amb això va assumir un gran risc i podria haver dut l'aniquilació del clan Tokugawa.
Les tropes Tokugawa van establir-se a la fortalesa tradicional del clan Oda d'Owari, Hideyoshi va respondre enviant-hi l'exèrcit. La campanya de Komaki va ser l'única vegada que els grans unificadors del Japó van lluitar un contra l'altre. En aquest encontre, Ieyasu va guanyar l'única batalla important de la campanya a Nagakute. Després d'infructuoses marxes i fintes, Hideyoshi va acabar amb la guerra negociant. Primer va fer la pau amb Oda Nobukatsu i després va oferir una treva a Ieyasu. L'acord va ser fet a finals d'any i un dels termes de l'acord era que el segon fill de Ieyasu, O Gi Maru, fos adoptat com a fill de Hideyoshi.
Ishikawa Kazumasa, aliat de Ieyasu, va decidir acostar-se al dàimio més poderós i va traslladar-se a Osaka, prop de Hideyoshi. Però pocs aliats dels Tokugawa van imitar-lo.
Malgrat el seu pacte, Hideyoshi desconfiava de Ieyasu, de forma que en els cinc anys posteriors no es van demanar mai ajuda en la guerra. Així, el clan Tokugawa no va participar en l'exitosa invasió per Hideyoshi de Shikokuo i Kiushuo.
El 1590 Hideyoshi va voler sotmetre el darrer dàimio independent que quedava al Japó, Hojo Ujimasa. El clan Hojo governava les vuit províncies de la regió de Kanto a la meitat oriental del país (al voltant de l'actual Tokyo. Hideyoshi li va demanar que reconegués la seva autoritat, però ell s'hi va negar. Ieyasu, tot i ser amic i aliat d'Ujimasa, va unir els seus 30.000 samurais a l'immens exèrcit de Hidejoshi, que comptava amb uns 160.000 homes. Durant el setge del castell d'Odawara, Hideyoshi va proposar a Ieyasu que bescanviés les seves cinc províncies per les vuit províncies de Kanto, un cop les guanyessin als Hojo. Ieyasu va acceptar malgrat que això representava cedir el seu feu d'origen, Mikawa. Amb aquest tracte, Hideyoshi aconseguia dominar directament un gran territori continu i s'assegurava el vassallatge de Kanto. Ieyasu, en canvi, assumia un risc important, ja que no podia estar completament segur de la fidelitat dels seus nous samurais i perdia el suport en el seu territori d'origen. Però d'altra banda, Kanto estava relativament aïllat de la resta del Japó per un cinturó muntanyós i això li proporcionava un grau d'autonomia únic respecte a Hideyoshi i feia el seu territori fàcil de defensar. Finalment va resultar un negoci brillant, com reflecteix un proverbi japonès: "Ieyasu va guanyar l'imperi retirant-se.". Aquesta decisió demostra la personalitat de Tokugawa Ieyasu que destaca entre els grans dàimios perquè a més de la seva capacitat militar va ser un gran governant i estava dotat d'una gran sagacitat política.
Ieyasu, doncs, va traslladar els seus soldats i vassalls a Kanto i va fixar la seva residència al castell d'Edo. Va reformar les seves noves províncies, va controlar, pacificar i fidelitzar els samurais dels Hojo i va millorar les infraestructures i l'economia del país. I va esdevenir el segon dàimio en importància després de Hideyoshi.
El 1592 Hideyoshi va envair Corea com a primera etapa per atacar la Xina, però Ieyasu es va abstenir de participar-hi. A l'inici de 1593 va rebre l'ordre d'anar a la cort de Hideyoshi a Nagoya com a conseller militar. S'hi va estar de tant en tant durant els cinc anys següents. Malgrat les seves freqüents absències, el govern dels seus territoris no se'n va ressentir gràcies als seus fills i a la col·laboració de vassalls lleials que van seguir controlant i millorant Edo i la resta de Kanto.
El 1593 Hideyoshi va tenir un fill i hereu, Toyotomi Hideyori. El 1598, sentint que la seva salut dequeia, Hideyoshi va convocar una trobada per crear un consell dels cinc regents, que s'encarregaria del govern a la seva mort mentre Hideyori fos menor. Aquests regents (tairo), triats per ell, foren Maeda Toshiie, Mori Terumoto, Ukita Hideie, Uesugi Kagekatsu i Ieyasu, que era el més poderós dels cinc.

### La campanya de Sekigahara (1598-1603)

La batalla de Sekigahara

Al cap de tres mesos de constant empitjorament, Hideyoshi va morir el 18 d'agost de 1598 i el va succeir el seu fill Hideyori, que tenia només 5 anys. Qui realment ostentava el poder eren els cinc regents. Durant els dos anys següents, Ieyasu va teixir aliances amb diversos dàimios, especialment dels que havien tingut pitjor relació amb Hideyoshi. A més, el regent de més edat, i més respectat, Toshiie, va morir el 1599. Aleshores Ieyasu va conduir el seu exèrcit a Fushimi i va ocupar el castell d'Osaka, la residència de Hideyori. Això no va agradar als altres tres regents i uns i altres van encetar plans bèl·lics.
Els oponents de Ieyasu es van aplegar al voltant d'Ishida Mitsunari, un dàimio poderós, que no era regent. Ishida va ordir un complot per assassinar Ieyasu, però els seus generals van sentir rumors i van intentar matar Ishida. Aquest però, va poder fugir i va demanar protecció al mateix Ieyasu. No és clar perquè Ieyasu va protegir un poderós rival dels seus propis soldats, però Ieyasu era un gran estrateg i possiblement va estimar que matar-lo legitimaria els altres regents que s'hi havien aliat com a resposta a la seva ocupació d'Osaka.
Quasi tots els dàimios del Japó van quedar alineats dos bàndols: l'"oriental" que donava suport a Ieyasu i l'"occidental" partidari d'Ishida. Amb Ieyasu estaven els clans Date, Mogami, Satake i Maeda. Els aliats dels Mitsunari eren els tres altres regents: Ukita Hideie, Mori Terumoto i Uesugi Kagekatsu, i la major part dels dàimios de l'oest de Honshuo.
El juny de 1600 Ieyasu i els seus aliats van mobilitzar els seus exèrcits contra el regent Uesugi Kagekatsu, acusant-lo d'armar-se contra l'hereu Toyotomi (el govern del qual era controlat efectivament per Ieyasu com a cap del consell regent). Immediatament el bàndol occidental es va posar en marxa contra ell. Ieyasu es va dirigir cap a Edo per aplegar un exèrcit més gran, deixant el seu vassall Torii Mototada al castell Fushimi per retenir l'avanç de l'exèrcit de l'oest. Mototada va complir, tot i que el setge va acabar amb l'ocupació del castell i el suïcidi de Mototada i els seus darrers 10 homes.
Al setembre Ieyatsu va tornar cap a l'oest dividint les seves forces per les dues rutes que connectaven els seus territoris amb l'oest. Ell mateix va conduir el gruix de les tropes per la ruta costanera, Tōkaidō, mentre el seu fill Hidetada ho feia per la de la muntanya, Nakasendō. Ambdues rutes es troben a Gifu, a mig camí de Kyoto i Osaka. L'exèrcit de l'oest va esperar Ieyasu en aquesta regió, cosa que els permetia controlar el trànsit cap a Osaka. Ambdós exèrcits van fer diversos moviments i Ieyasu va anar prenent castells en la seva ruta, mentre que Hidetada es va veure retingut en el setge de Ueda a la província de Shinano. Quan va aconseguir reunir-se amb el seu pare la batalla final ja havia acabat.
Finalment, a partir de la matinada del 20 d'octubre, els exèrcits de l'est i de l'oest es van enfrontar a  Sekigahara, en la batalla més gran i probablement la més decisiva en la història del Japó feudal. Ieyasu va derrotar completament les tropes de l'oest, en part pel canvi de bàndol de Kobayakawa Hideaki, que Ieyasu ja preveia i que ell mateix va acabar de provocar amb un atac sobtat per la rereguarda. En els dies següents, la campanya va finalitzar amb la persecució i eliminació dels principals dàimios de l'Oest.

### Ieyasu, Shogun (1603-1605)
El 1603, Ieyasu va ser nomenat oficialment shogun per l'emperador Go-Yōzei. Tenia 60 anys i havia sobreviscut als seus poderosos contemporanis Oda Nobunaga, Hideyoshi, Shingen. Amb ell s'inicia el Shogunat Tokugawa, el tercer shogunat després dels de Kamakura i Ashikaga. També conegut com a Període Edo, duraria més de 250 anys.
Després de Sekigahara, Ieyasu va redistribuir terres dels vençuts entre els seus partidaris i vassalls. No va tocar les d'alguns dàimios de l'oest, com el clan Shimazu, però altres van ser completament anorreats. Toyotomi Hideyori, el fill i hereu de Hideyoshi, va perdre la major part de les seves possessions, que eren regentades pels senyors de l'oest. Ieyasu el va rebaixar al grau d'un dàimio ordinari i el va confinar a Osaka des d'on, més endavant, es revoltaria). En els anys següents es va anar establint una diferència de rang ente els dàimios que havien donat suport a Ieyasu abans de Sekigahara (els dàimios fudai) i els que ho feren després (els tozama), considerats secundaris.
Tanmateix, Ieyasu va abdicar el 1605, seguint una pràctica ben arrelada al Japó, i va ser succeït pel seu fill Tokugawa Hidetada. Això, però, no representava cap canvi en el poder real. El que pretenia era més aviat era protegir dels atacs el veritable centre de poder i garantir la successió en Hidetada a la seva mort. Possiblement també cercava alliberar-se de les tasques burocràtiques i cerimonials que va assumir en gran part el nou shogun nominal.

### Ieyasu com Ogosho (1605-1616)

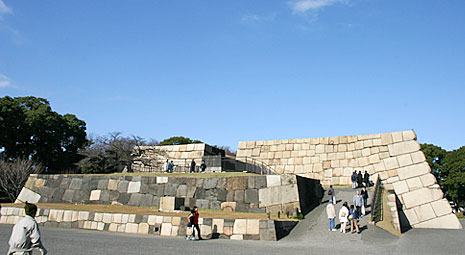
Sòcol de la torre mestra del castell d'Edo

Ieyasu, en el rol de shogun retirat o Ogosho (大御所), era el veritable governant del Japó i ho va ser fins a la seva mort. Es va retirar a Sumpu, però va supervisar la construcció del castell d'Edo, un gran projecte al qual va dedicar els darrers anys de la seva vida. El castell, el més gran de tot el Japó, va ser pagat pels altres dàimios, tot i que qui se'n beneficiava era el shogun. La torre principal, o tenshu, es va cremar en l'incendi Meireki l'any 1657, i moltes construccions annexes van ser destruïdes durant la guerra Boshin. L'actual palau imperial es troba en el mateix emplaçament.
Per completar la consolidació del shogunat, però, li restava eliminar el risc que representava Toyotomi Hideyori, en tant que hereu de Hideyoshi. Els dàimios oponents dels Tokugawa s'anaven aplegant al seu voltant, argumentant que Ieyasu s'havia aprofitat del seu càrrec de regent per usurpar-li el poder. Ieyasu va atiar guerres menors entre els partidaris de Hideyori i les va usar com a pretext per marxar contra aquest l'any 1614. Inicialment les seves tropes foren rebutjades, però ell va posar setge al castell d'Osaka, sota la direcció del seu fill Tokugawa Hidetada. Al cap de més d'un any, Ieyasu va utilitzar la mare de Hideyori per pactar la fi del setge. Però immediatament va fer reblir el fossat amb terra i les teves tropes van prendre el castell a finals del 1615. Hideyori, la seva mare Yodogimi, vídua de Hieyoshi, i el seu fill infant van ser morts. La seva esposa Senhime va salvar la vida perquè era neboda de Ieyasu. Ja sense l'amenaça del clan Toyotomi, i insistint en els seus drets com a shogun en tant que teòric descendent dels Minamoto, el poder de la dinatia Tokugawa quedava assegurat.
Ogosho Ieyasu supervisava també les relacions diplomàtiques amb Holanda i Espanya. A partir del 1609 va decidir distanciar el Japó de la influència europea, tot i que la seva administració (bakufu) va concedir als neerlandesos drets de comerç exclusius i el manteniment de les seves factories amb finalitats comercials. Des de 1605 fins a la seva mort, Ieyasu consultava un pilot anglès protestant al servei dels neerlandesos, William Adams, que va tenir un paper important en la política del shogun respecte als espanyols i a l'Església Catòlica.
El 1611 Ieyasu va visitar Kioto conduint al cap d'un exèrcit de 50.000 homes per assistir a la coronació de l'emperador Go-Mizuno, tenno. Va aprofitar per ordenar la modificació de la cort imperial i dels palaus i altres edificis, i va obligar els dàimios occidentals a jurar-li fidelitat a ell. El 1613 va redactar el Kuge Shohatto, document que establia la seva supervisió les dàimios de la cort, els quals van passar a tenir un paper purament cerimonial. La influència del cristianisme, que afrontava la reforma i les seves conseqüències, era vista com a problemàtica per Ieyasu. El 1614 va signar l'edicte d'expulsió dels estrangers del Japó i de prohibició de la pràctica del cristianisme. A causa d'això molts Kirishitans (japonesos convertits al cristianisme) van emigrar al Macau portuguès o a les Filipines espanyoles.
El 1615 Ieyasu va redactar el buke shohatto, document que assegurava la continuïtat del règim Tokugawa.

### Mort
El 1616, Ieyasu va morir a l'edat de 73 anys, es pensa que de càncer o de sífilis. Els primers shogun Tokugawa va ser deïficat pòstumament amb el nom Tōshō Daigongen (東照大権現), el "Gran Gongen, Llum de l'Est". (Un Gongen (magnificat pel prefix Dai que significa gran) és un Buda encarnat a la Terra sota la forma de kami per salvar els éssers sensibles). En vida, Ieyasu havia expressat el desig de ser deïficat un cop mort per tal de protegir els seus descendents del mal. Les seves restes foren sepultades a mausoleu dels Gongen a Kunōzan, Kunōzan Tōshō-gū (久能山東照宮). Al cap d'un any, les restes foren enterrades de nou a Nikkō Shrine, Nikkō Tōshō-gū (日光東照宮), on es troben encara. L'estil arquitectònic d'aquest mausoleum és denominat gongen-zukuri, és a dir estil gongen.

## Personalitat

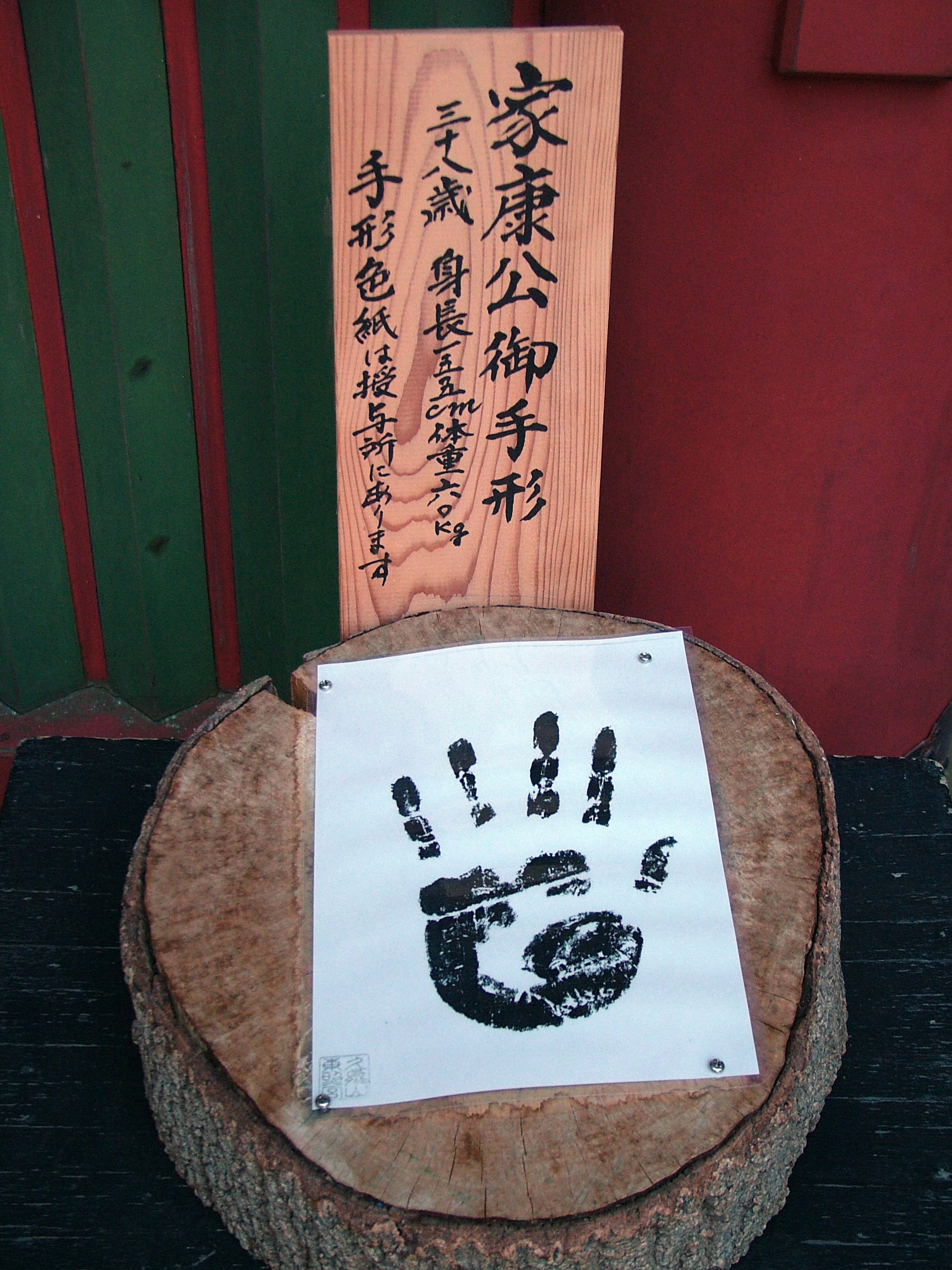
Empremta de Ieyasu a Kunozan Tōshō-gū

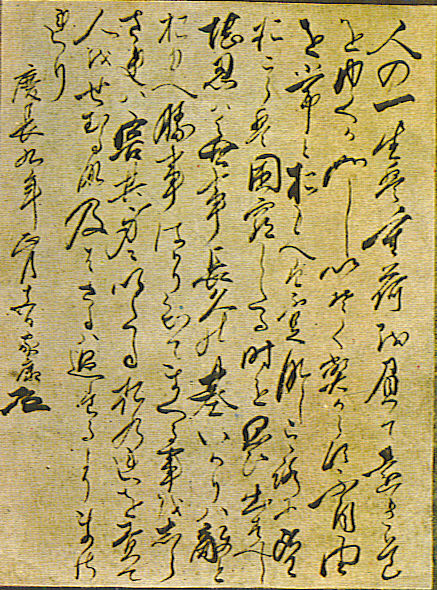
Preceptes de Ieyasu sobre el secret de l'èxit a la vida, cal·ligrafiats per ell mateix, de la col·lecció de Nikkō Tōshō-gū.

Ieyasu posseïa qualitats que li van permetre assolir el poder. Era alhora caut i audaç—i sabia quan convenia desplegar cadascun d'aquests caràcters. Calculador i subtil, Ieyasu canviava les seves aliances quan veia que hi guanyaria en el canvi. Es va aliar amb el clan Hōjō; però després es va unir a les forces de Hideyoshi, que van destruir els Hōjō i ell mateix va quedar-se les seves terres. En això no era diferent d'altres dàimios del seu temps, en què la violència i la traïció eren corrents. No era especialment ben considerat ni personalment popular, però sí temut i respectat pels seus dots de comandament, la seva visió i la seva astúcia.
Tanmateix, era capaç de gran fidelitat, com va demostrar amb Oda Nobunaga, amb qui, una vegada establerta l'aliança, la va mantenir sempre, amb gran profit per a ambdós. També era coneguda la seva lleialtat als seus amics personals i també als seus vassalls, als qui no escatimava les recompenses, i amb els quals podia establir una estreta amistat, com amb Hattori Hanzo. D'altra banda, també recordava aquells que l'havien ofès en el passat. Es diu que va fer executar un home que va caure en el seu poder perquè l'havia insultat en la seva joventut.
Ieyasu va protegir molts serfs i vassalls dels Takeda de la venjança d'Oda Nobunaga, que tenia un ressentiment notori cap als Takeda. També va saber transformar molts partidaris dels clans Takeda, Hōjō i Imagawa—derrotats tots ells per ell o amb la seva ajuda—en seguidors lleials.
Va tenir dinou esposes i concubines, que li van donar onze fills i cinc filles. Els onze fills foren:
- Matsudaira Nobuyasu (松平 信康)
- Yūki Hideyasu (結城 秀康)
- Tokugawa Hidetada (徳川 秀忠)
- Matsudaira Tadayoshi (松平 忠吉)
- Takeda Nobuyoshi (武田 信吉)
- Matsudaira Tadateru (松平 忠輝)
- Matsuchiyo (松千代)
- Senchiyo (仙千代)
- Tokugawa Yoshinao (徳川 義直)
- Tokugawa Yorinobu (徳川 頼宣)
- Tokugawa Yorifusa (徳川 頼房)

(Els dos que no porten cognom no van assolir l'edat adulta.)
Les seves filles foren Kame hime (亀姫), Toku hime (督姫), Furi hime (振姫), Matsu hime (松姫) i Ichi hime (市姫).
Sembla que es va cuidar dels seus fills i nets, i va establir tres d'ells (Yorinobu, Yoshinao, i Yorifusa) com dàimios de les províncies de Kishū, Owari i Mito, respectivament. Va casar el seu fill gran, Matsudaira Nobuyasu, amb Tokuhime, filla d'Oda Nobunaga, que era el dàimio més important del moment. També va casar el seu fill Hidetada, quan aquest ja era shogun, amb Oeyo, neboda de Nobunaga. Van tenir dos fills, Tokugawa Iemitsu i Tokugawa Tadanaga, i dues filles, Sen hime i Kazuko hime, que es va casar amb l'emperador Go-Mizunoo.
Al mateix temps, podia ser implacable amb la família quan veia contrariats els seus interessos. Així, tot i creure que eren innocents, va ordenar l'execució de la seva primera esposa, Tsukiyama-dono i el suïcidi del seu fill gran, Matsudaira Nobuyasu, acusats d'un complot contra Oda Nobunaga.
El passatemps preferit de Ieyasu era la falconeria que, segons les seves pròpies paraules, li permetia mantenir-se en forma física i acostumar-se a suportar les inclemències del temps, i a més el posava en contacte amb l'ambient rural i ser conscient de la duresa de la vida de les classes baixes Solia practicar natació; fins i tot als seus darrers anys ho feia al fossat del castell d'Edo. També estava interessat en diverses modalitats de kenjutsu (arts marcials amb sabre o katana), especialment amb l'escola Yagyū Shinkage-ryū que va tenir sota el seu patronatge i dins la qual va triar els seus instructors personals.
Al final de la seva vida es va interessar per la filosofia i la religió i va protegir estudiosos com Hayashi Razan.
Dues cites cèlebres seves:
 La vida és com caminar amb una pesada càrrega. Els teus passos han de ser lents i segurs, que no t'entrebanquis. Sigues conscient que la imperfecció i els inconvenients són el lot dels mortals, i que no hi ha lloc per al descontentament, ni per la desesperació. Quan desigs ambiciosos creixin en el teu cor, recorda els dies de necessitat pels quals has passat. La paciència és la rel de tota tranquil·litat i de perpètua seguretat. Observa la còlera del teu enemic. Si només saps què pots guanyar però ignores què pots perdre, malaurat de tu, que això et durà desgràcies. Sigues crític amb tu mateix més que no pas amb els altres
Els homes forts en aquesta vida són els qui entenen el significat de la paraula paciència. Hi ha set emot¡cions: alegria, ràbia, ansietat, pena, por i odi, i si un home sap controlar-les es pot dir que és pacient. No sóc tan fort com hauria de ser, però he conegut i practicat llargament la paciència. I si els meus descendents volen ser jo, han d'estudiar sobretot la paciència
Assegurava haver lluitat, com a guerrer o com a general, en 90 batalles.

## Mites i teories
Degut a les característiques úniques de Ieyasu, hi ha algunesl legendes i teories al voltant de les seves accions que són populars en la ficció.

### Ieyasu va planejar Honnōji?
Entre les teories sobre les conspiracions que portaren a la mort d'Oda Nobunaga a l'Incident de Honnō-ji, algunes apunten al paper que hi va jugar Ieyasu. Se sap que en aquell moment Ieyasu era lluny del seu senyor. En saber que Nobunaga estava en perill, va voler anar-lo a socórrer malgrat els pocs efectius que l'acompanyaven. Però Tadakatsu va pregar al seu senyor que evités el risc i que es retirés ràpidament a Mikawa. Masanari el va conduir per la província d'Iga i van tornar a casa navegant.
Els escèeptics accepten en general els fets però es qüestionen la seva actuació prèvia a la traïció de Mitsuhide. Tenint en compte que Ieyasu es va veure empès per Nobunaga a ordenar la mort de la seva esposa i el seu fill gran, pensen que va conservar un ressentiment secret cap a ell. La majoria pensen que, quan era amb Mitsuhide al castell d'Azuchi, Ieyasu va animar-lo a actuar contra Nobunaga. Plegats haurien planificat un atac combinat. Però quan Mitsuhide va entrar en acció, Ieyasu se n'hauria desentès i hauria marxat a Mikawa fingint ser innocent. D'altres defensen que Ieyasu coneixia les intencions de Mitsuhide i simplement va deixar-lo fer, en benefici propi.
Tanmateix, no se sap si aquestes teories són certes.

### Ieyasu va tenir un impostor?
La llegenda del Kagemusha de Tokugawa Ieyasu (徳川家康の影武者説) és un mite que circula des del període Edo. Es creu que va sorgir arran de sobtats canvis de comportament de Ieyasu cap als seus companys propers, registrats històricament. La idea va ser popularitzada en temps moderns pels historiadors Tokutomi Sohō i Yasutsugu Shigeno.
La llegenda pretén que Tokugawa Ieyasuhe va ser substituït per un altre home que va adoptar la seva identitat. El moment i les circumstàncies de la suplantació, així com la identitat del Kagemusha varien en les diferents versions. Una diu que després de la batalla d'Okehazama, Motoyasu (Ieyasu), que va començar aquí el seu ascens polític, va ser reemplaçat per un home anomenat Sarata Jiro Saburo Motonobu (Sakai Jōkei). Altres situen la substitució força abans, quan Motoyasu era ostatge dels Imagawa. Segons aquestes versions, el veritable Motoyasu s'hauria retirat per dur una vida d'ermità. D'altres pretenen que Ieyasu va morir en la batalla de Sekigahara o durant la campanya d'Osaka i el dàimio Ogasawara Hidemasa, vassall dels Tokugawa, va prendre el seu lloc d'aleshores en endavant.
Malgrat la persistència i acceptació de la llegenda, els historiadors no estan segurs que calgui donar-hi algun crèdit. Els canvis en la seva personalitat s'atribueixen més aviat a l'estrés i la pressió en moments especialment difícils.

## Era del govern de Ieyasu
El període en què Ieyasu va governar, bé directament com a shogun or indirectament com a Ōgosho (大御所), s'inscriu en l'era Keichō (1596-1615) del sistema d'eres del Japó.